# 博蒙 (热尔省)
博蒙（法語：Beaumont，法語發音：[bomɔ̃] ⓘ）是法国热尔省的一个市镇，位于该省北部，属于孔东区。

## 地理
博蒙（43°56'47"N, 0°17'7"E）面积7.56 平方千米，位于法国奧克西塔尼大區热尔省，该省份为法国西南部内陆省份，北起顺时针与洛特-加龙省、塔恩-加龙省、上加龙省、上比利牛斯省、大西洋比利牛斯省和朗德省接壤。
与博蒙接壤的市镇（或旧市镇、城区）包括：拉勒桑格勒、奥斯河畔拉罗克、洛拉厄、蒙雷阿勒、穆尚。

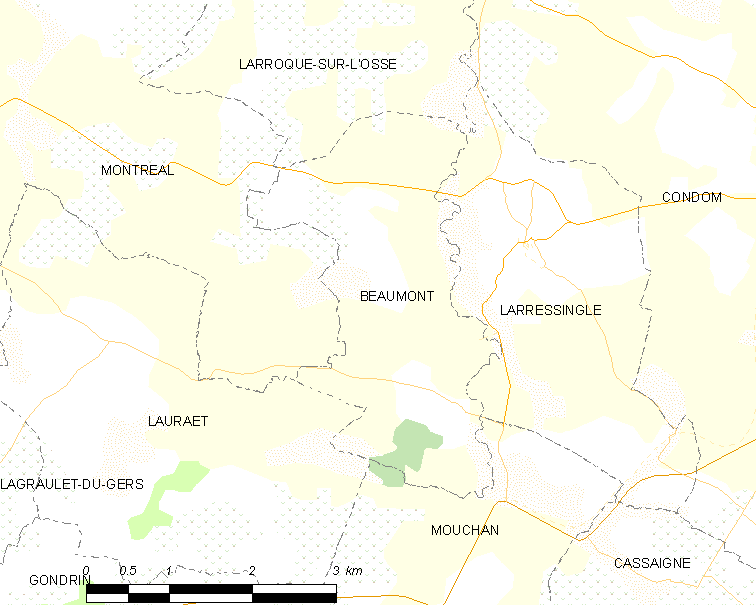
的OSM定位图

博蒙的时区为UTC+01:00、UTC+02:00（夏令时）。

## 行政
博蒙的邮政编码为32100，INSEE市镇编码为32037。

## 政治
博蒙所属的省级选区为阿马尼亚克-泰纳雷兹县。

## 人口

1962-2008年间人口变化图示

博蒙于2022年1月1日时的人口数量为125人。